# Ivan Murray

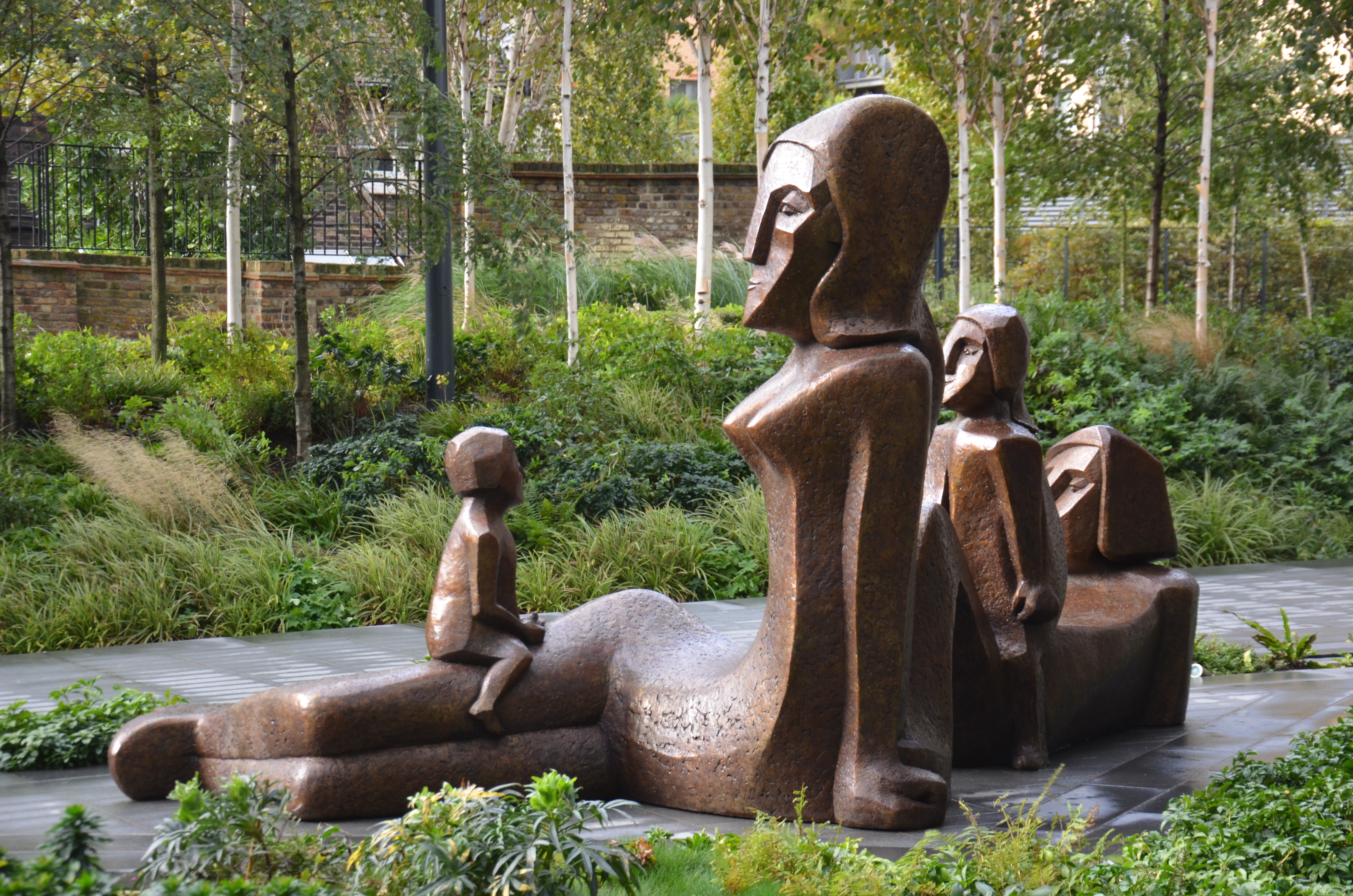
A Family in Residence i London

Ivan Murray, född 1970 i Galway i Irland, är en irländsk-brittisk skulptör.
Ivan Murray utbildade sig i konst och formgivning på Sligo Institute of Technology i Irland 1989-92 och i skulptur på Emerson College i Forest Row i Sussex i England 2002-05.
Han fick sitt genombrott 2012 med bronsgruppen A Family in Residence i parken till det nyuppförda bostadshuskomplexet Neo Bankside i Southbank i London, granne med Tate Modern.

## Verk i urval
- A Family in Residence, brons, 2012, Neo Bankside bostadskomplex. Holland Street i Southbank i London, Storbritannien